# Lovie Austin
Lovie Austin (* 19. September 1887 in Chattanooga, Tennessee, als Cora Calhoun; † 10. Juli 1972 in Chicago) war eine US-amerikanische Blues- und Jazz-Pianistin, Arrangeurin und Komponistin während der klassischen Blues-Ära der 1920er Jahre.

## Leben und Wirken

### Herkunft
Lovie Austin wurde am 19. September 1887 in Chattanooga, Tennessee, geboren. Laut den Bluesforschern Bob L. Eagle und Eric S. LeBlanc war sie die Tochter einer Lillie Taylor und die Enkelin einer Cornelia Taylor; ihr Geburtsname ist folglich ebenfalls Taylor. Als möglicher Vater wird unter anderem ein Arthur Calhoun genannt. Sie selbst sprach später in Interviews nur über ihren Vater, den sie als „Professor Calhoun“ bezeichnete und welcher angeblich Musiker und Lehrer in New York war. Ihre im Süden lebende Großmutter, bei der sie aufwuchs, gab Taylor den Spitznamen „Lovie“. Taylor war eine Freundin der Bluessängerin Bessie Smith. Hierzu stellte der Down-Beat-Journalist George Hoefer 1955 in einem Artikel die Behauptung auf, dass Smith ebenfalls von Taylors Großmutter aufgezogen worden sei. Taylor und Smith beobachteten gemeinsam die Bluessängerin Ma Rainey bei ihren Auftritten im Ivory Theater oder im Liberty Theater. Nach ihrer zweiten Hochzeit lebte sie unter dem Namen Austin.

### Karriere
Lovie Austin avancierte während der klassischen Blues-Ära der 1920er Jahre zu einer populären Chicagoer Bandleaderin, Sessionmusikerin, Komponistin und Arrangeurin. Sie und Lil Hardin werden oft als die wichtigsten Jazz/Blues-Pianistinnen dieser Periode bezeichnet. Mary Lou Williams zählte Lovie Austin zu ihrem wichtigsten Einfluss.
Austin studierte erst Musiktheorie an der Roger Williams University. Nachdem diese durch einen Brand zerstört worden war, studierte sie am Knoxville College in Nashville, Tennessee. Ihre musikalische Karriere begann sie als Pianistin in Vaudeville-Shows, wie beispielsweise in Irving Millers Blue Babies oder bei der Gesellschaft Austin and Delaney, bei der sie auch ihren zweiten Ehemann kennenlernte. Später hatte sie auch eigene Shows wie Sunflower Girls oder Lovie Austin‘s Revue im Club Alabam in New York.
Im Jahr 1923 zog Lovie Austin nach Chicago, wo sie für den Rest ihres Lebens lebte und arbeitete. Im selben Jahr machte sie ihre erste Studioaufnahme als Pianistin mit Ida Cox als Sängerin. Fortan begleitete sie viele weitere Bluessängerinnen als Hauspianistin bei Paramount Records und ist unter anderem auf Aufnahmen von Ma Rainey („Moonshine Blues“), Ida Cox („Wild Women Don't Have The Blues“), Ethel Waters („Craving Blues“) und Alberta Hunter („Sad 'n' Lonely Blues“) zu hören. Austin hatte auch eine eigene Band, die Blues Serenaders, in der die Trompeter Tommy Ladnier, Bob Shoffner, Natty Dominique, oder Shirley Clay am Kornett, Posaunist Kid Ory oder Albert Wynn an der Posaune, und Jimmy O’Bryant oder Johnny Dodds an der Klarinette mitwirkten.
Austin arbeitete auch mit Jazzmusikern der 1920er Jahre, wie mit Louis Armstrong, zusammen. Austins Talent als Songwriterin ist zu hören in der Blueskomposition „Down Hearted Blues“, ein Stück, das sie mit Alberta Hunter schrieb. Die Sängerin Bessie Smith machte es 1923 mit einer Auflage von 780 000 Stück innerhalb von sechs Monaten zu einem Hit.
In den frühen 1930er Jahren war Lovie Austin musikalische Direktorin im Monogram Theater, in Chicago, wo sie die nächsten zwanzig Jahre arbeitete. Später arbeitete sie im Gem Theater, dann im Joyland Theater. Während des Zweiten Weltkriegs war sie als Sicherheitsbeauftragte in einer Munitionsfabrik der U.S. Navy tätig. Nach dem Zweiten Weltkrieg war sie Pianistin in Jimmy Paynes Tanzschule in den Penthouse Studios und trat nur noch gelegentlich auf. 1961 entstand das Album Alberta Hunter with Lovie Austin's Blues Serenaders, als Teil der Reihe Riverside's Living Legends. Ihre bekanntesten Songs waren „Sweet Georgia Brown“, „C Jam Blues“ und „Gallon Stomp“.

### Privates und Tod
Austin war zuerst mit einem Betreiber eines Kinos bzw. einem Musikautomatenbetreiber aus Detroit, Phelem Calhoun, etwa ab dem Jahr 1908 verheiratet. Zwischen 1910 und 1920 heiratete sie den Vaudevillian Phil Austin, den sie bei ihrer Vaudeville-Tätigkeit kennengelernt hatte. Andere Quellen berichteten hier von einer Hochzeit mit dem Vaudevillian Tommy Ladnier.
Austin wird als eine gut gekleidete, „gern gesehene Person“ beschrieben. Oft fuhr sie mit einem Stutz Bearcat mit Leopardmuster-Polstern in Chicago herum. Sie war zeit ihres Lebens eine enge Freundin von Alberta Hunter, die sie als „wunderbare Frau, [die] versuchte, jedem zu helfen, wie sie konnte“ beschrieb.
Austin starb am 10. Juli 1972 kurz nach ihrer Ankunft im Woodlawn Hospital, Chicago, und wurde auf dem Friedhof Mount Glenwood Memory Gardens in Glenwood beigesetzt.

## Auswahldiskographie
- Lovie Austin: 1924-1926
- Alberta Hunter with Lovie Austin's Blues Serenaders